# マイケル・ガンボン
マイケル・ガンボン（Sir Michael Gambon, CBE, 1940年10月19日 - 2023年9月27日または9月28日）は、アイルランドの俳優。ダブリン出身。

## 略歴
ダブリンにて生まれ、5歳の時に両親と共にロンドンに移る。王立演劇学校を卒業後、ロンドンのナショナル・シアターに所属し、キャリアをスタート。舞台で数々の賞を受賞している。
映画デビューは1965年のローレンス・オリヴィエ主演の『オセロ』。BBCの『トップ・ギア』を始め、テレビ出演も多い。
『ハリー・ポッター』シリーズでは、リチャード・ハリスの亡き後にダンブルドア校長役で、『アズカバンの囚人』から出演して6作品で演じた。
1998年には演劇界での功績がたたえられ、ナイトの爵位を授与された。
2015年、記憶力低下を理由に演劇界（舞台）からの引退を表明し、テレビドラマや映画で活動を続けた。
2023年9月27日、肺炎の発作により病院で家族に見守られながら死去した。82歳没。共同通信、朝日新聞、ロイター通信等のニュースサイトはBBCなどのイギリスメディアに倣い28日に死去したと報じた。ガンボンの訃報に共演者らは追悼メッセージを寄せた。

## プライベート
22歳の時にアン・ミラーという女性と結婚して息子が一人いるが、私生活はほとんど明かされていない。2002年、本妻とは別に、舞台デザインをしていたフィリッパ・ハートという恋人がいることが明らかになった。2007年にはハートにとって第一子となる息子マイケルが、2009年には息子ウィリアムが生まれている。

## 主な出演作品

### 映画
| 公開年 | 邦題 原題                                                                         | 役名                                 | 備考       | 日本語吹替                                    |
| ------ | --------------------------------------------------------------------------------- | ------------------------------------ | ---------- | --------------------------------------------- |
| 1974   | スリラー・ゲーム/人狼伝説 The Beast Must Die                                      | ヤン・ヤルモコフスキ                 |            | 千田光男                                      |
| 1985   | 海に帰る日 Turtle Diary                                                           | ジョージ                             |            |                                               |
| 1988   | パリスbyナイト Paris by Night                                                     | ジェラルド・ペイジ                   |            |                                               |
| 1989   | デス・ヒート/スパイを愛した女 The Heat of the Day                                 | ハリソン                             | テレビ映画 |                                               |
| 1989   | レイチェル・ペーパー The Rachel Papers                                            | Doctor Knowd                         |            |                                               |
| 1989   | 白く渇いた季節 A Dry White Season                                                 | 判事                                 |            |                                               |
| 1989   | コックと泥棒、その妻と愛人 The Cook the Thief His Wife & Her Lover                | アルバート・スピカ（泥棒団の頭目）   |            | 壤晴彦                                        |
| 1991   | モブスターズ/青春の群像 Mobsters                                                  | ドン・サルヴァトーレ・フランザーノ   |            | 小林清志                                      |
| 1992   | トイズ Toys                                                                       | ゼボ将軍                             |            | 中村正                                        |
| 1994   | 探偵ボーグ/わたし、忘れてます。 Clean Slate                                       | コーネル                             |            |                                               |
| 1994   | マン・オブ・ノー・インポータンス A Man of No Importance                           | アイヴァー                           |            |                                               |
| 1994   | 明日にむかって… The Browning Version                                              | フロビシャー学長                     |            | 村松康雄                                      |
| 1994   | スクワント/伝説の勇者 Squanto: A Warrior's Tale                                   | ジョージ候                           |            | 村松康雄                                      |
| 1995   | 国際諜報員ハリー・パーマー/Wスパイ Bullet to Beijing                              | アレックス                           |            |                                               |
| 1995   | ナッシング・パーソナル Nothing Personal                                           | レオナルド                           |            |                                               |
| 1996   | 謀殺 The Innocent Sleep                                                           | マシソン                             |            | 宝亀克寿                                      |
| 1996   | ジキル&ハイド Mary Reilly                                                         | メアリーの父                         |            | 青森伸                                        |
| 1996   | サムソンとデリラ Samson and Delilah                                               | Re Hamun                             | テレビ映画 |                                               |
| 1997   | 鳩の翼 The Wings of the Dove                                                      | ケイトの父親                         |            | 丸山詠二                                      |
| 1999   | プランケット&マクレーン Plunkett & Macleane                                       | ギブソン卿                           |            | 稲垣隆史                                      |
| 1999   | インサイダー The Insider                                                          | トーマス・サンドファー               |            | 関貴昭（ソフト版） TBA（機内上映版）          |
| 1999   | スリーピー・ホロウ Sleepy Hollow                                                  | バルタス・ヴァン・タッセル           |            | 村松康雄（ソフト版） 石田太郎（テレビ東京版） |
| 2000   | 経度への挑戦 Longitude                                                            | ジョン・ハリソン                     | テレビ映画 |                                               |
| 2001   | クリスマス・キャロル Christmas Carol: The Movie                                   | Ghost of Christmas Present           | 声の出演   |                                               |
| 2001   | ゴスフォード・パーク Gosford Park                                                 | ウィリアム・マッコードル卿           |            | 稲葉実（VHS版）                               |
| 2001   | シャーロット・グレイ Charlotte Gray                                               | ルベード                             |            | 稲垣隆史                                      |
| 2001   | ハイヒール・エンジェル High Heels and Low Lifes                                   | ケリガン                             |            | 稲垣隆史                                      |
| 2002   | アリ・G Ali G Indahouse The Movie                                                 | 首相                                 |            |                                               |
| 2002   | ジョンソン大統領/ヴェトナム戦争の真実 Path to War                                 | リンドン・ジョンソン                 | テレビ映画 |                                               |
| 2003   | ロスト・プリンス ～悲劇の英国プリンス物語～ The Lost Prince                       | エドワード7世                        | テレビ映画 |                                               |
| 2003   | ワイルド・レンジ 最後の銃撃 Open Range                                            | デントン・バクスター                 |            | 佐々木梅治                                    |
| 2003   | シルヴィア Sylvia                                                                 | トーマス教授                         |            | 伊井篤史                                      |
| 2003   | ディープ・ブルー Deep Blue                                                        | ナレーター                           |            | 津嘉山正種                                    |
| 2004   | ハリー・ポッターとアズカバンの囚人 Harry Potter and the Prisoner of Azkaban       | アルバス・ダンブルドア               |            | 永井一郎                                      |
| 2004   | 華麗なる恋の舞台で Being Julia                                                    | ジミー・ラングトン                   |            | 村松康雄                                      |
| 2004   | スカイキャプテン ワールド・オブ・トゥモロー Sky Captain and the World of Tomorrow | ペイリー編集長                       |            | 小林勝彦                                      |
| 2004   | レイヤー・ケーキ Layer Cake                                                       | エディ・テンプル                     |            | 稲垣隆史                                      |
| 2005   | ライフ・アクアティック The Life Aquatic with Steve Zissou                         | オセアリー・ドラコーリアス           |            | 糸博                                          |
| 2005   | ハリー・ポッターと炎のゴブレット Harry Potter and the Goblet of Fire              | アルバス・ダンブルドア               |            | 永井一郎                                      |
| 2006   | オーメン The Omen                                                                 | カール・ブーゲンハーゲン             |            | 佐々木敏                                      |
| 2006   | アメイジング・グレイス Amazing Grace                                              | チャールズ・ジェームズ・フォックス卿 |            |                                               |
| 2006   | グッド・シェパード The Good Shepherd                                              | フレデリックス教授                   |            | 稲垣隆史                                      |
| 2007   | 恋愛上手になるために The Good Night                                               | アラン・ワイゲルト                   |            |                                               |
| 2007   | ハリー・ポッターと不死鳥の騎士団 Harry Potter and the Order of the Phoenix        | アルバス・ダンブルドア               |            | 永井一郎                                      |
| 2008   | 情愛と友情 Brideshead Revisited                                                   | マーチメイン卿                       |            | 小山武宏                                      |
| 2009   | ハリー・ポッターと謎のプリンス Harry Potter and the Half-Blood Prince             | アルバス・ダンブルドア               |            | 永井一郎                                      |
| 2009   | ファンタスティック Mr.FOX Fantastic Mr. Fox                                       | フランクリン・ビーン                 | 声の出演   |                                               |
| 2010   | ザ・ウォーカー The Book of Eli                                                    | ジョージ                             |            | 高岡瓶々                                      |
| 2010   | ハリー・ポッターと死の秘宝 PART1 Harry Potter and the Deathly Hallows - Part 1    | アルバス・ダンブルドア               |            | 永井一郎                                      |
| 2010   | 英国王のスピーチ The King's Speech                                                | ジョージ5世                          |            | 真田五郎                                      |
| 2011   | ハリー・ポッターと死の秘宝 PART2 Harry Potter and the Deathly Hallows - Part 2    | アルバス・ダンブルドア               |            | 永井一郎                                      |
| 2012   | カルテット! 人生のオペラハウス Quartet                                            | セドリック・リヴィングストン         |            | 村松康雄                                      |
| 2014   | パディントン Paddington                                                           | パストゥーゾ叔父さん                 | 声の出演   | 宝亀克寿                                      |
| 2016   | ヘイル、シーザー! Hail, Caesar!                                                   | ナレーター                           |            | 玉野井直樹                                    |
| 2017   | 英国総督 最後の家 Viceroy's House                                                 | ヘイスティングス・イスメイ           |            |                                               |
| 2017   | ヴィクトリア女王 最期の秘密 Victoria & Abdul                                      | ロバート・ガスコイン＝セシル         |            | 塾一久                                        |
| 2017   | キングスマン:ゴールデン・サークル Kingsman: The Golden Circle                     | アーサー                             |            | 長克巳                                        |
| 2017   | パディントン2 Paddington 2                                                        | パストゥーゾ叔父さん                 | 声の出演   | 宝亀克寿                                      |
| 2018   | ジョン・F・ドノヴァンの死と生 The Death & Life of John F. Donovan                 | ダイナーの客                         |            |                                               |
| 2018   | キング・オブ・シーヴズ King of Thieves                                            | ビリー・リンカーン                   |            |                                               |
| 2018   | ジョニー・イングリッシュ アナログの逆襲 Johnny English Strikes Again              | エージェント5                        |            |                                               |
| 2019   | ジュディ 虹の彼方に Judy                                                          | バーナード・デルフォント             |            |                                               |
| 2019   | Cordelia                                                                          | Moses                                | 遺作       |                                               |

### テレビシリーズ
| 放映年    | 邦題 原題                                                                           | 役名                     | 備考                     | 日本語吹替 |
| --------- | ----------------------------------------------------------------------------------- | ------------------------ | ------------------------ | ---------- |
| 1986      | The Singing Detective                                                               | フィリップ・マーロウ     | 計6話出演                |            |
| 1991      | ジム・ヘンソンのストーリーテラー ギリシア神話編 Jim Henson's Storyteller Greek Myth | ストーリーテラー         | 計4話出演                |            |
| 1992-1993 | メグレ警視 Maigret                                                                  | メグレ警視               | 計12話出演               | 瑳川哲朗   |
| 2003      | エンジェルス・イン・アメリカ Angels In America                                      | ウォルターの祖先1        | ミニシリーズ             | 清川元夢   |
| 2007      | クランフォード Cranford                                                             | ホルブルック             | ミニシリーズ             |            |
| 2009      | Emma                                                                                | ウッドハウス氏           | ミニシリーズ             |            |
| 2010      | ドクター・フー Doctor Who                                                           | エリオット・サーディック | 「クリスマス・キャロル」 |            |
| 2015      | フォーティチュード/極寒の殺人鬼 Fortitude                                           | ヘンリー・タイソン       |                          | 秋元羊介   |
| 2016      | ホロウ・クラウン/嘆きの王冠 Hollow Crown                                            | エドムンド・モーティマー | テレビ映画               |            |

## エピソード
- 『トップ・ギア』の「有名人レース」にゲスト出演した際、フィニッシュライン手前のコーナーでコースオフ、グラベルに乗り上げながらもゴールしたことから、その最終コーナーをガンボン・コーナーと命名されてしまった。再出演した際もガンボン・コーナーで乗り上げながらゴールしたが、本人は「相性が悪かった」と答えた。

## 参照
1. ↑  “「ハリー・ポッター」ダンブルドア校長演じたマイケル・ガンボンさん死去、82歳”.   日刊スポーツ (2023年9月28日). 2023年10月29日閲覧。
2. ↑  “ハリポタの校長に、M・ガンボンが決定”. シネマトゥデイ. (2003年2月24日) 2021年10月10日閲覧。
3. 1 2 3  “「ハリー・ポッター」ダンブルドア校長役 マイケル・ガンボンさん（82）が死去”. TBSニュース. (2023年9月28日) 2023年9月29日閲覧。
4. ↑  “ダンブルドア役マイケル・ガンボン、演劇界から引退 理由は記憶力の低下”.   映画.com (2015年2月22日). 2015年2月23日閲覧。
5. ↑  “Michael Gambon, veteran actor who played Dumbledore in 'Harry Potter' films, dies at age 82” (英語). AP News (2023年9月28日). 2023年9月29日閲覧。
6. ↑  “「ハリポタ」ダンブルドア役マイケル・ガンボン逝去、原作者ローリングや出演者も追悼「個人的なロールモデル」”. ねとらぼ. (2023年9月29日) 2023年9月29日閲覧。
7. ↑  “ハリポタ校長役、英俳優が死去 マイケル・ガンボンさん、82歳”. 共同通信. (2023年9月28日) 2023年9月29日閲覧。
8. ↑  “マイケル・ガンボンさん死去 「ハリポタ」校長役”. 朝日新聞. (2023年9月29日) 2023年9月29日閲覧。
9. ↑  “俳優M・ガンボンさん死去、「ハリポタ」ダンブルドア校長役”. ロイター通信. (2023年9月29日) 2023年9月29日閲覧。
10. ↑  “「ハリー・ポッター」ダンブルドア校長役　マイケル・ガンボンさん死去 82歳、肺炎”. デイリースポーツ. (2023年9月29日) 2023年9月29日閲覧。
11. ↑  “「ハリー・ポッター」ダンブルドア役のマイケル・ガンボンさん死去 82歳”. スポーツ報知. (2023年9月29日) 2023年9月29日閲覧。
12. ↑  “「ハリー・ポッター」ダンブルドア校長役 マイケル・ガンボンさん死去、82歳”. 日テレNEWS. (2023年9月29日) 2023年9月29日閲覧。
13. ↑  “「たくさんの温かさといたずらをもたらしてくれた」ダンブルドア役俳優の訃報に『ハリー・ポッター』共演者らが追悼メッセージ”. ハフポスト. (2023年9月29日) 2023年9月29日閲覧。
14. ↑  “「ハリポタ」ダンブルドア校長、恋人がまたまた妊娠！68歳でパパに！”. シネマトゥデイ. (2008年10月27日) 2013年2月22日閲覧。
15. ↑  “Birth of William Gambon”. Daily Mail (UK). (2009年6月22日) 2010年3月14日閲覧。